# 黑松螺
黑松螺（学名：Siphonaria atra），是基眼目松螺科松螺属的一种。主要分布于新加坡、马来西亚、中国大陆、台湾，常栖息在潮间带岩礁上。